# 特定妊婦
特定妊婦は、児童福祉法に基づいた養育上の公的支援を妊娠中から要するような環境にある妊婦で、同法第6条の3第5項に定義される。2009年に施行された児童福祉法に明記された。

## 詳細
2010年に登録された特定妊婦は875人、2020年は8327人。
児童福祉法の条文では、「出産後の養育について出産前において支援を行うことが特に必要と認められる妊婦」と定義されている。妊娠中に家庭環境にリスクを抱えている妊婦で、複雑な家庭内事情を持っている場合など、育児が困難と予想される妊婦と説明される場合もある。養育支援訪問事業ガイドライン、厚生労働省通知、子ども虐待対応の手引きが、それぞれ特定妊婦の判断要件を示している。

特定妊婦と関連して、産科の医療者にはその情報を行政機関へ提供する役割が期待されている。日本産婦人科医会からは特定妊婦をスクリーニングする医療従事者向けチェックリストが提案され、日本周産期メンタルヘルス学会からは地域行政機関との情報共有が強く推奨されている。平成28年の児童福祉法改正に伴い、同年10月以降、「支援を要する妊婦等」が医療機関や学校等において把握された場合、その者の現在地の市町村へ情報提供することが努力義務となった（同法第21条の10の5第1項）。

## 対応
児童福祉法によると、特定妊婦は養育支援訪問事業や要保護児童対策地域協議会を通じて養育上の支援を受けることとなる（同法第6条の3第5項および第25条の2）。全国の要保護児童対策地域協議会における特定妊婦のケース登録数は、同協議会の対象として登録されるケース全体の1.1％程度である（平成24年6月末日時点の調査）。登録について具体的な基準が無く、自治体ごとの判断や支援内容のバラつきが指摘されることもある

行政機関における特定妊婦の個人情報の取扱いについて、必要かつ社会通念上相当と認められる範囲で行われる地方自治体間や地方自治体と医療機関との情報交換は、正当行為として守秘義務違反の違法性が阻却されるとの解釈が示されてきた。平成28年の児童福祉法改正に際し、特定妊婦の情報提供は医療・福祉・教育等に従事する発見者の努力義務規定として明記され、このような守秘義務に関する解釈が法律上でも明文化されるに至った（同法第21条の10の5第2項）。一方、日本産婦人科医会のマニュアルなど、より慎重な個人情報の取り扱いを推奨する立場もある。

## 周辺的諸問題
- 飛び込み出産

特定妊婦の判断要件には「出産の準備をしていない妊婦」が含まれている。飛び込み出産により、出産前に特定妊婦として支援者が連携できなかった事例について、出生した乳児は要保護児童または要支援児童として連携が図られるものと想定されている。要保護児童の場合は児童福祉法第25条により通告され（書面のみならず電話でも可能）、要支援児童の場合は児童福祉法第21条の10の5第1項により情報提供されることとなる。
- 若年妊娠

特定妊婦の判断要件には若年妊娠が含まれており、産後には文字通り「子どもが子どもを育てる」状況が生じ得る。未婚かつ未成年で子どもを出産した女性は、成人するまでの期間民法の定め（第833条または867条）により、出産した子どもの親権を行うことができないため、若年妊婦の場合には親権の問題に注意を向ける必要がある。
- すでに養育の問題がある妊婦

特定妊婦の判断要件には、「要保護児童、要支援児童を養育している妊娠」も挙げられている。２つ年上の兄弟への虐待が確認されている事例で、妊娠段階において医療者が県や市と連携を図ったにもかかわらず生後２か月時点での虐待死亡が生じた事例が報告されており、事例検証により「リーダーシップを担う機関を確認する」ことや「虐待の確証が得られない場合においても、（中略）職権による一時保護の検討を行うこと」などが提言されている。
- 妊婦の心身の不調

特定妊婦の判断要件には、「心身の不調」や「こころの問題」なども挙げられている。エジンバラ産後うつ病質問票などを用いることで、養育機能不全や虐待死に至る危険性が事前に察知される場合がある。
- 望まない妊娠／妊娠葛藤

特定妊婦の判断要件には、「妊娠葛藤」や「望まない妊娠」が挙げられている。厚生労働省は、地方自治体の長などに対して妊娠等に悩む人に向けた相談窓口を整備すること、各機関が連携して支援にあたることを求めている。仮に、出産後にも実親による養育が期待できない状況が続く場合には、養子縁組制度や里親制度が社会的な受け皿の候補となる。例えばドイツの場合、妊娠中絶手術を希望する際、その前段階で「妊娠葛藤相談」を受けることが義務付けられており、仮に本人が希望する場合は秘密出産（内密出産と同意）という仕組みを介して妊婦のプライバシーと子どもの権利の両方が守られるよう制度設計され、最終的に養子縁組によって解決が図られている。
- 胎児虐待

胎児虐待を疑った場合、「医療機関から自治体の母子保健担当部署等と連携すること」が推奨されている。
- 不可欠な帝王切開に対する拒否

児頭骨盤不均衡により帝王切開以外に出産方法がないにもかかわらず、帝王切開を拒否した事例が特定妊婦として報告されている。